# 玉素甫·穆罕默德
玉素甫·穆罕默德（維吾爾語：يۈسۇپ مەمەت‎；1935年1月—2021年12月11日），男，维吾尔族，新疆塔城人，中华人民共和国政治人物、畜牧专家。

## 生平
玉素甫·穆罕默德肄业于北京师范大学。1954年加入中国共产党。后来留学苏联，先后毕业于敖德萨农学院畜牧系、阿拉木图畜牧兽医学院畜牧系。1960年回到中国。此后历任新疆军区生产建设兵团农四师副科长、新疆维吾尔自治区农垦总局畜牧处处长、新疆生产建设兵团农业局副局长、新疆维吾尔自治区人民政府副主席。
2021年12月11日，在乌鲁木齐逝世，享年86岁。